# Гебуза, Арманду
Арманду Эмилиу Гебуза (порт. Armando Emílio Guebuza; род. 20 января 1943, Нампула, Португальская Восточная Африка (современный Мозамбик) — мозамбикский государственный деятель, президент Мозамбика со 2 февраля 2005 по 15 января 2015 года.

## Биография
Вступил во ФРЕЛИМО в 1963 году, уже в 1964 году был арестован португальскими колониальными властями за политическую деятельность и был вынужден выехать в Танзанию. В 1966 году был образован Центральный комитет ФРЕЛИМО, и Гебуза был в него включён. Уже в правительстве переходного периода (1974—1975) он занял пост министра внутренних дел, и после провозглашения независимости продолжал его занимать. В качестве министра был непосредственным куратором ряда непопулярных мер правительства президента Машела: высылкой из страны португальцев, операцией «Производство».
В 1984 году попал в опалу и некоторое время провёл под домашним арестом, после прихода к власти Чиссано восстановил позиции.
После перехода страны к рыночной экономике стал крупным бизнесменом.
В 1991 году стал генеральным секретарем ФРЕЛИМО. После выборов 1994 года не получил никакого министерского поста; более того, в 1995 году Чиссано организовал его смещение с должности генерального секретаря партии. Гебуза, однако, остался одним из крупных партийных функционеров и в 1994 и 1999 годах избирался в парламент, возглавляя в нём фракцию правящей партии.
В июне 2002 года снова стал генеральным секретарем ФРЕЛИМО, был выдвинут от партии в качестве кандидата на выборах 2004 года, которые выиграл.
Активно сотрудничал с МВФ и Всемирным банком. Провозгласил «зелёную революцию», то есть, развитие агропромышленного сектора экономики (в частности, правительство активно занималось развитием производства биотоплива из сахарного тростника). Страна демонстрировала высокие темпы роста ВВП, на уровне 6-7 % в год.
В 2012—2013 годах, незадолго до окончания президентских полномочий, администрация Гебузы негласно предоставила нескольким компаниям государственные гарантии на огромную сумму 2 млрд долл., не согласованную с международными кредитными организациями. Компании, получившие преференции, были связаны с правящей элитой, кредиты возвращены не были. Ситуация стала известна после проведения аудиторской проверки, уже после окончания полномочий Гебузы, и привела к заморозке кредитной линии Всемирного Банка и обрушению роста ВВП Мозамбика с 6,6 % до 3,3 % (2016).
В августе 2021 года его сын Ндамби Гебуза предстал перед судом по обвинению в коррупции.

## Награды
- Орден Амилкара Кабрала 1 класса (Кабо-Верде, 2010)[2]
- Большая цепь ордена Инфанта дона Энрики (Португалия, 2014)[3]